# ホンダ・J-VX
J-VX（ジェーブイエックス）は、本田技研工業が1997年（平成9年）の東京モーターショーで発表したコンセプトカーである。

## 概要
4台からなる「J・ムーバー」の1台として、1997年の東京モーターショーで発表された「J-VX(J·mover - Value X)」は、21世紀に向けてのライト・スポーツの提案として、運転する楽しみと環境への配慮を両立した車両をテーマとして展示された。
大幅な燃費向上を走行性能を損なわず可能にするため、コンパクトな軽量ボディに、1.0L 直3 直噴 VTECエンジンとアシスト用薄型DCブラシレスモーターとで構成されたパワートレイン(IMA:Integrated Motor Assist)を搭載、それにホンダマルチマチックが組み合されていた。
これらは約2年後に発表されたインサイト(初代)として市販されたが、直噴エンジン、ウルトラキャパシタやガラスルーフ 等は採用されなかった 。